# میل به زندگی
میل به زندگی (اسپانیایی: El Deseo de vivir‎) یک فیلم درام آرژانتینی است که در سال ۱۹۷۳ منتشر شد.